# Cratere Nefertum
Nefertum è un cratere sulla superficie di Ganimede.